# Caxito
Caxito ist eine angolanische Stadt am Dande, einem Fluss der ca. 25–30 km weiter westlich bei dem Ort Barra do Dande in den Atlantischen Ozean mündet. Die Stadt ist auch Sitz des Bistums Caxito.

## Geschichte
Der Ursprung des Wortes Caxito stammt aus dem in dieser Region gesprochenen Kimbundu, d. h., es ist die portugiesische Umformung des Wortes „Kaxitu“. Etymologisch ist „Kaxitu“ die Verkleinerungsform von „xitu“ (Fleisch), was also „ein Stück Fleisch“ bedeutet.
Caxito besteht in Vorformen seit mehreren hundert Jahren. In seiner jetzigen Form als Kreisstadt wurde es am 26. April 1980 nach der Aufteilung der Provinz Luanda geschaffen. Es ist Sitz des Kreises (Município) Dande, der bis zum Jahr 1975 zur Provinz Luanda gehörte.

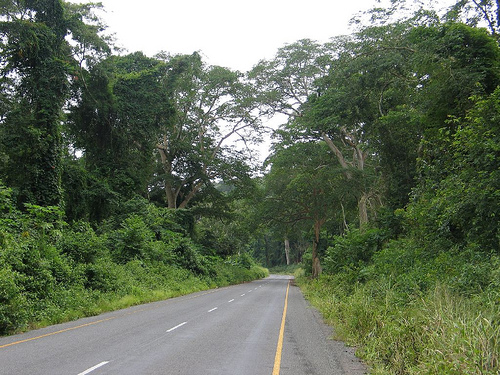
Neu ausgebaute Überlandstraße von Caxito nach Uíge

## Einwohner und Verwaltung
Caxito ist Sitz einer gleichnamigen Gemeinde (Comuna) im Landkreis (Município) von Dande, dessen Hauptstadt Caxito zugleich ist. Der Ort hat etwa 12.000 Einwohner. Die Provinz Bengo insgesamt hat etwa 461.000 Einwohner, doch handelt es sich hier jeweils um Schätzungen, die durch das gerade hier besonders starke Bevölkerungswachstum längst überholt sein dürften. Die Volkszählung 2014 soll fortan für gesicherte Bevölkerungsdaten sorgen.
Caxito ist die Hauptstadt der Provinz Bengo.

## Söhne und Töchter der Stadt
- Fernando Dacosta (* 1945), portugiesischer Journalist und Autor